# قرار مجلس الأمن التابع للأمم المتحدة رقم 525
قرار مجلس الأمن التابع للأمم المتحدة رقم 525، الذي تم تبنيه بالإجماع في 7 ديسمبر 1982، بعد سماع أحكام الإعدام الصادرة بحق أنطوني تسوتسوبي، يوهانس شابانغو وديفيد مويس، أعرب المجلس عن قلقه إزاء الأحكام التي أصدرتها محكمة الاستئناف العليا في جنوب أفريقيا، بالإضافة إلى أحكام الإعدام الصادرة بحق إلى نسيمبيثي جونسون لوبيسي، بيتروس تسيبو ماشيغو ونفتالي مانانا، أعضاء المؤتمر الوطني الأفريقي.
ودعا القرار سلطات جنوب إفريقيا إلى تخفيف الأحكام، وإلى جميع الدول الأعضاء الأخرى لاستخدام نفوذها لإنقاذ حياة الرجال الستة.

## روابط خارجية
- نص القرار في undocs.org